# Velké divadlo (Šanghaj)
Velké divadlo v Šanghaji (čínsky 上海大剧院) je divadelní budova stojící v čínském městě Šanghaj. Nachází se na severní straně Lidového náměstí ve čtvrti Chuang-pchu. Je sídlem několika divadelních souborů včetně šanghajské opery.
Divadlo bylo otevřeno 27. srpna 1998. Návrh budovy vypracovalo studio ARTE Charpentier, založené francouzským architektem Jean-Marcem Charpentierem. Uvnitř jsou tři divadelní sály pro 1800, 600 a 300 diváků.